# Edward Clark (director)
Thomas Edward Clark (Newcastle upon Tyne, 10 de mayo de 1888-Londres, 30 de abril de 1962) fue un director de orquesta y productor musical inglés de la BBC. A través de su influencia en las principales organizaciones musicales, impulsó la nueva música y mediante sus amplios contactos con compositores británicos y europeos, tuvo un gran impacto al facilitar que la música clásica contemporánea estuviera disponible para el público británico durante más de 30 años. 
Fue una figura destacada en los Conciertos de Música Contemporánea de la BBC entre 1926 y 1939, y desempeñó un papel importante en la fundación y desarrollo en los inicios de la Orquesta Sinfónica de la BBC. Ocupó puestos destacados en la Sociedad Internacional de Música Contemporánea desde sus inicios en 1922, y fue su presidente de 1947 a 1952.
Fue responsable de producir importantes estrenos mundiales y británicos (algunos de los cuales también dirigió), y estuvo asociado con la mayoría de los mejores compositores europeos y británicos, como Arnold Schönberg, Anton Webern, Alban Berg, Ferruccio Busoni, Igor Stravinsky, Béla Bartók, Paul Hindemith, William Walton, Arthur Bliss, Arnold Bax, Peter Warlock, John Ireland, Constant Lambert, Arthur Benjamin, Humphrey Searle, Denis ApIvor, Alan Rawsthorne, Benjamin Britten, Michael Tippett, Benjamin Frankel, Roberto Gerhard, Luigi Dallapiccola, Christian Darnton y otros.

## Biografía
Su padre, James Bowness Clark (1863-1934), era un exportador de carbón y músico aficionado que apoyó los intereses musicales de su hijo y que durante dos décadas fue secretario de la Newcastle and Gateshead Choral Union (Unión Coral de Newcastle y Gateshead). Con su esposa Elizabeth nacida Thirlaway (1858-1939) tuvo tres hijos.
Edward Clark se educó en la Royal Grammar School de Newcastle upon Tyne y cuando estudiaba en París en 1907 y 1908, conoció a Claude Debussy, Albert Roussel y Maurice Ravel. Cuando regresó a Newcastle, presentó un trabajo titulado 'Documento sobre un moderno compositor francés: Claude Debussy'. En ese momento formuló un fuerte deseo de animar al público británico a 'entender esta música de hoy antes de que se convierta en la música de anteayer'. En 1909 estudió dirección con Oskar Fried en Berlín mientras trabajaba allí como corresponsal para The Musical Times.
Elo primer encuentro de Clark con la música de Arnold Schönberg fue en un concierto de su poema sinfónico Pelleas und Melisande el 31 de octubre de 1910 en la Gesellschaft der Musikfreunde de Berlín. Quedó profundamente impresionado por esta música y fue presentado al autor y a Anton Webern después del concierto. Se convirtió en un devoto seguidor de Schoenberg y, junto con personas como Artur Schnabel, Ferruccio Busoni, Oskar Fried y otros, que le convencieron para mudarse de Viena a Berlín, debido a las mayores oportunidades y contactos. De 1910 a 1912, Clark estudió con Schönberg en Berlín, el único estudiante británico que tuvo. Al principio, Clark fue su único alumno, pero luego se le unieron Eduard Steuermann y otros. Clark organizó que Schönberg diera una serie de diez conferencias públicas en el Conservatorio Stern ('10 Conferencias sobre la estética de la música y las reglas de la composición'), a las que asistió. Ayudó a recaudar fondos para Schönberg y participó en la publicación de sus Cinco piezas para orquesta en una edición económica, que se agotó rápidamente.
El 3 de septiembre de 1912, Henry Wood, que había comprado esa edición, dirigió su estreno mundial en un Promenade Concert en el Queen's Hall de Londres. A sugerencia de Wood, Clark invitó a Schönberg para que hiciera su debut en territorio británico como director, y así lo hizo el 17 de enero de 1914 en el mismo lugar.
Clark asistió al estreno de Gurre-Lieder en Leipzig en enero de 1914 junto a Schönberg y Webern. Había estado considerando instalarse de forma permanente en Alemania, y se decidió finalmente cuando le ofrecieron un puesto profesional en Stettin, que ahora forma parte de Polonia. A principios de agosto de 1914 asistió al Festival de Bayreuth, cuando estalló la Primera Guerra Mundial. Fue arrestado en Bayreuth por considerarlo un extranjero enemigo e internado en el campo de internamiento de Ruhleben cerca de Berlín. Edgar Bainton, su colega de Newcastle, también fue internado en ese momento, al igual que Ernest MacMillan, Arthur Benjamin y otros. Clark fue liberado en mayo de 1918 por mediación de la Cruz Roja.
A su regreso a Londres, se convirtió en director asistente de Ernest Ansermet y Adrian Boult para las temporadas de los Ballets Rusos de Sergei Diaghilev, haciéndose amigo suyo y de Igor Stravinsky. En el invierno y la primavera de 1921 presentó dos series de conciertos de la nueva música, que resultaron muy populares pero le reportaron poco dinero. El 8 de abril en el Queen's Hall presentó el estreno británico de la Suite de El pájaro de fuego de 1919 de Stravinsky, y dos estrenos mundiales: The Bard of the Dimbovitza, de Arnold Bax, ciclo de canciones con orquesta, con la mezzosoprano Ethel Fenton y la Storm Music, de la música incidental de Arthur Bliss para La tempestad.
El 20 de abril de 1921, se estrenó, en un concierto de Clark, las Conversations para cuarteto de cuerdas, de Arthur Bliss. El 6 de mayo de 1921 presentó la Sinfonía de cámara n.° 1 op. 9 de Schönberg, por primera vez para el público británico, en el Aeolian Hall. Los intérpretes fueron Charles Woodhouse (violín), John Barbirolli (violonchelo), Léon Goossens (oboe) y Aubrey Brain y Alfred Brain (trompas). Era parte de una serie de cuatro conciertos de obras recientes de compositores franceses, alemanes e ingleses, muchos de ellos en primeras interpretaciones en Inglaterra. El 20 de mayo de 1921 dirigió el estreno británico de Noches en los jardines de España de Manuel de Falla, con el compositor al piano.
Clark asistió a la sesión inaugural de la Sociedad Internacional de Música Contemporánea en Salzburgo en 1922, donde siguió siendo una figura importante en la organización durante el resto de su vida.
En agosto de 1921 se casó con Dorothy ('Dolly') Stephen, y su hijo James Royston Clark nació en 1923.

### British Broadcasting Corporation (BBC)
Clark fue contratado por la BBC en agosto de 1924 como director musical de su estación de Newcastle. Su imaginación, creatividad y enfoques innovadores de la programación pronto se hicieron notar, atrayendo elogios de los círculos musicales locales de Newcastle, aunque también lo fueron sus deficiencias administrativas. En diciembre de 1924, en Newcastle, Clark dirigió el estreno mundial de la versión orquestal de Verklärte Nacht de Arnold Schönberg. La orquesta de la estación de Newcastle se disolvió a finales de 1926, y Clark se trasladó a Londres en enero de 1927 como planificador de programas, a petición de Percy Pitt.
Aunque estuvo empleado a tiempo completo por la BBC durante solo otros siete años, principalmente mediante su influencia, la BBC se estableció como patrocinador internacional de la nueva música. También dirigió muchas veces durante ese período, a veces con las obras que estaba produciendo para la BBC y, otras, de forma independiente.
El 19 de junio de 1927 dirigió el estreno británico del Concierto para piano e instrumentos de viento de Ígor Stravinski, con el compositor (en su debut en la radio británica) y la Wireless Symphony Orchestra. Del 10 al 12 de julio de 1927 dirigió tres representaciones de la Historia del soldado en el Arts Theatre Club, cantando en inglés y retransmitiendo la tercera función. Clark también había ejecutado este trabajo en su estreno británico, en el otoño de 1926 en Newcastle.
En noviembre de ese año pudo asegurarle a Oskar Fried su primera actuación como director (el programa incluía a Weber, Brahms y Liszt). Clark invitó a Schönberg a Londres para que dirigiera su primera actuación británica de su Gurre-Lieder el 27 de enero de 1928, y ayudó con los ensayos. Aunque había intentado estrenar el año anterior, el 14 de abril de 1927, estos planes fracasaron.
En abril de 1929, Edward Clark junto con Julian Herbage del Departamento de Música de la BBC idearon un plan para una orquesta de 114 músicos que se adaptaba especialmente para la radiodifusión, y que podía dividirse en cuatro grupos diferentes, más pequeños, según fuera necesario. Fue el concepto original más factible para la Orquesta Sinfónica de la BBC después de que algunas ideas anteriores de Thomas Beecham fracasaran. Beecham fue la primera opción para director en jefe, pero se retiró, por lo que Adrian Boult llegó a dirigir la orquesta durante los siguientes 20 años. Sin embargo, Boult no siempre estuvo de acuerdo con la elección del repertorio de Clark. Se negó a tocar la música de Alexander Scriabin que Clark había programado, llamándola "música maligna", e incluso prohibió la música de Scriabin en las retransmisiones en la década de 1930. También es cierto que no tenía simpatía personal por la música de la Segunda Escuela de Viena, y describió la Suite Lírica de Alban Berg como "una disculpa de salón de Kensington por lo que realmente quería decir Berg". Sin embargo, la influencia de Clark fue tal, que al menos estaba preparado para participar en interpretaciones de este tipo de música.
Fue Clark quien le sugirió a William Walton que invitara a Paul Hindemith para que fuera el solista en el estreno de su Concierto para viola en 1929, cuando el dedicado Lionel Tertis se negó. Tertis también afirmó haber sugerido a Hindemith en su lugar, pero Walton confirmó que fue idea de Clark. Al principio, Walton se mostró algo reacio a invitar a Hindemith, ya que sintió que había modelado el concierto demasiado cercano al estilo de este último, y lo reconocería rápidamente; pero gracias a Clark, la invitación fue enviada y aceptada, el estreno tuvo lugar el 3 de octubre y los dos compositores se hicieron amigos de por vida (ya se habían conocido brevemente en 1923).
Clark jugó un papel aún mayor en la Fiesta de Baltasar de Walton, fue su progenitor. El 21 de agosto de 1929 le pidió a Walton una obra adecuada para la radiodifusión, escrita para un pequeño coro, solista y una orquesta que no superara los 15 músicos. Más tarde, Walton agradeció a Clark por llamar la atención de Serguéi Prokófiev sobre la Fiesta de Baltasar, al mostrar cierto interés por ella. Su amigo John Ireland le presentó a Alan Bush, que fue responsable de que muchas de las obras de Bush se retransmitieran entre 1929 y 1936.
El 3 de marzo de 1930, Clark jugó un papel importante en la primera retransmisión completa (18 poemas) de la Façade - An entertainment de Walton, en el Central Hall, Westminster, con Edith Sitwell y Constant Lambert (como oradores), dirigiendo la orquesta, Leslie Heward.
El 9 de enero de 1931, Schönberg dirigió la Orquesta Sinfónica de la BBC en el estreno británico de Erwartung. Clark supo utilizar su prestigio y los contactos que había creado para asegurarse el Festival de la Sociedad Internacional para la Música Contemporánea (ISCM) para Londres y Oxford en julio de 1931.
Además de a Schönberg, Clark invitó a Anton Webern y Alban Berg a visitar Inglaterra varias veces para dirigir sus propias obras. Berg se mostró reacio e insistió en que no era director. No obstante, Clark se aseguró de que sus obras principales se escucharan en Inglaterra: la Lyric Suite y el Concierto de cámara (21 de abril de 1933); fragmentos de Wozzeck (13 de mayo de 1932) y el concierto completo (14 de marzo de 1934); Der Wein; las piezas sinfónicas de la ópera Lulú) (20 de marzo de 1935. Fue la primera vez que Berg escuchaba esta música por radio y no la volvería a escucharla en directo hasta el 11 de diciembre en Viena, quince días antes de su muerte y, póstumamente, el Concierto para violín.
Entre noviembre de 1932 y enero de 1933, durante su estancia en Barcelona, Schönberg escribió una transcripción para violonchelo y orquesta del Concierto para teclado en re de Georg Matthias Monn. Lo escribió para Pablo Casals, a quien ofreció la primera interpretación, pero Casals lo declinó. Su primera retransmisión pública fue el 3 de febrero (o el 5 de febrero) de 1933 en un estudio vespertino de radiodifusión desde Londres por la Orquesta Sinfónica de la BBC bajo la dirección de Edward Clark, con el solista Antoni Sala. Sin embargo, no hubo ningún anuncio de este estreno mundial y no hay documentación de la retransmisión. Schönberg probablemente estuvo presente pues estaba en Londres para dirigir el estreno mundial (retransmisión) con la Orquesta Sinfónica de la BBC de sus Variations, op. 31.
El 1 de marzo de 1933, solo cuatro semanas después de que Adolf Hitler se convirtiera en canciller alemán, Schönberg renunció a su puesto de profesor ante su inminente despido por ser parte de lo que Hitler había descrito como "el dominio judío sobre la música occidental". Se mudó a París el 16 de mayo, con la intención de permanecer allí, pero no tuvo suerte en conseguir un editor francés ni ninguna oportunidad para dirigir. Le escribió a Edward Clark por tarjeta postal ese mismo mes, pidiéndole que usara sus contactos para conseguirle algunas interpretaciones del Concierto para cuarteto de cuerdas y orquesta , y un editor británico para esa obra y el Concierto para violonchelo. También buscaba que su drama judío, escrito en 1925-26, fuera publicado por un editor judío británico. Clark se acercó a varias personas en nombre de Schönberg, pero solo recibió negativas. Sin embargo, sí pudo organizar dos conciertos en noviembre, en los que el Pierrot Lunaire y la Suite, Op. 29 pudieron interpretarse. Sin embargo, Schönberg recibió una oferta para un puesto de profesor en una academia de música de Boston y decidió abandonar Europa, embarcándose hacia los Estados Unidos el 25 de octubre de 1933.
Clark estuvo en Moscú en enero de 1934, donde dirigió el Concierto para piano en mi bemol mayor de John Ireland. El 8 de febrero de 1935 dirigió la primera retransmisión británica de La ópera de los tres centavos de Kurt Weill. Recibió críticas mordaces de Ernest Newman y otros críticos. Pero la crítica más salvaje provino del propio Weill, quien la describió en privado como 'la peor actuación imaginable ... todo fue completamente incomprendido'. Pero sus críticas parecen haber sido por el concepto de la pieza como una versión germanizada de The Beggar's Opera, más que por la dirección de Clark, de la cual Weill no hizo mención.
También en 1935 eligió a Harriet Cohen para interpretar nueva música soviética de Dimitri Shostakovich, Dmitry Kabalevsky, Leonid Polovinkin y Georgy Kh. Mepurnov en Londres. Ese mismo año jugó un papel decisivo en la organización de una serie de retransmisiones de la BBC, en las que el compositor y musicólogo alemán emigrado Ernst Hermann Meyer participó en la presentación de importantes recuperaciones de la música consort del siglo XVII. [50]
Clark fue el responsable de llevar a Béla Bartók al Reino Unido para interpretar sus obras en los Proms, como el Concierto para piano n.° 2 del 7 de enero de 1936 con Henry Wood. Con su esfuerzo, pudo tener lugar el estreno en Viena de las Variations op. 31, de Schönberg, en 1936 con la Orquesta Sinfónica de la BBC.
Edward Clark pudo haber sugerido el nombre de Benjamin Britten a Alberto Cavalcanti de la Unidad de Cine de la GPO como un joven compositor que debería considerar para las bandas sonoras de sus películas. Esto condujo que se utilizara la partitura de Britten para el documental Night Mail (1936). Clark había planeado tener el estreno mundial de Cantique d'amour de Britten presentado por la BBC en 1936, pero las percepciones sobre la moralidad personal de Britten llevaron a que el plan fuera archivado, para disgusto de Clark.
Bajo la dirección de Clark y Constant Lambert, la BBC interpretó algunas de las obras más importantes de Bernard van Dieren en los últimos años del compositor y poco después de su muerte en 1936.
El 19 de enero de 1936, Hindemith viajó a Londres, con la intención de tocar en el estreno británico de su concierto para viola Der Schwanendreher, con Adrian Boult y la BBC Symphony Orchestra en el Queen's Hall el 22 de enero. Sin embargo, poco antes de la medianoche del 20 de enero, murió el rey Jorge V. El concierto fue cancelado, pero Boult y Clark todavía querían que Hindemith participase en cualquier música que se transmitiera en su lugar. Debatieron durante horas cuál podría ser una pieza adecuada, pero no encontraron nada atrayente, por lo que se decidió que Hindemith debería escribir algo nuevo. Al día siguiente, entre las 11 de la mañana y las 5 de la tarde, Hindemith estuvo sentado en una oficina que la BBC puso a su disposición y escribió Trauermusik en homenaje al difunto rey. También fue escrito para viola y orquesta y se representó esa noche en una retransmisión en directo desde un estudio de radio de la BBC, con Boult como director y el compositor como solista.
Sin embargo, Clark dimitió airado y abruptamente en la BBC el 16 de marzo de 1936. La causa inmediata de esta protesta fueron algunas alteraciones en los programas de conciertos de la próxima gira europea de la BBC Symphony Orchestra, en la que había invertido mucho tiempo y mucho cuidado. Estos cambios se realizaron sin su conocimiento y mientras estaba de baja por enfermedad, e incluyeron la eliminación completa de las Cuatro piezas orquestales de Béla Bartók del programa de Budapest.
La separación de caminos fue adecuada para muchas personas en la BBC, ya que se produjo a raíz de fuertes críticas que se habían ido acumulando durante mucho tiempo sobre los malos hábitos de trabajo de Clark, su ineficiencia general, su impuntualidad y la falta de fechas límite importantes. Su torpeza administrativa y su falta de voluntad para comunicarse con sus colegas sobre lo que estaba haciendo, pensando o planeando. Ya su despido se había considerado más de una vez. Su dirección también fue objeto de críticas, sobre la base de que no podía establecer una buena relación con sus músicos ni dar instrucciones claras. Su integridad personal también había sido cuestionada: se ausentó por enfermedad en 1928 debido a un severo reumatismo que requirió que su brazo afectado estuviera en cabestrillo, pero mientras estaba de permiso, dirigió orquestas tanto en Londres como en Praga. Luego viajó para negociar con Arturo Toscanini sobre su participación en las próximas presentaciones de la Orquesta Sinfónica de la BBC en el Maggio Musicale Fiorentino y Clark cambió sus preparativos de viaje en el último minuto, se quedó una semana más de lo que estaba programado, y no completó la tarea para la que le habían enviado y la difícil relación que Toscanini ya tenía con la BBC se agrió aún más. Adrian Boult apoyó a Clark hasta lo indecible, diciendo que había hecho un muy buen trabajo en circunstancias muy difíciles, pero fue demasiado tarde.
Clark ya nunca volvió a tener un trabajo fijo, aunque trabajó como consultor para la BBC en determinados proyectos, y continuó trabajando de forma independiente durante unos años.

### Después de la BBC
La salida de Clark tuvo el efecto de relegar a Schoenberg, Webern, Berg y otros miembros de la Segunda Escuela Vienesa a compositores marginales en lo que al público británico se refería, y no volvieron a la corriente principal hasta el nombramiento de William Glock en 1959. El repertorio de la BBC Symphony Orchestra se vio afectado de manera similar, centrándose más en las obras de compositores románticos y postrománticos durante los siguientes 25 años, dejando a la música contemporánea luchando por audiencias limitadas. 'La tonalidad había vuelto a las ondas de radio', para alivio de muchos.
Pero el propio Clark siguió ocupado con el ISCM y otras actividades. El 19 de abril de 1936 estuvo en el Festival ISCM en Barcelona para el estreno mundial del Concierto para violín de Berg, interpretado por Louis Krasner. Hizo los arreglos para que Krasner fuera a la Gran Bretaña para el estreno local, donde tuvo lugar una actuación en un estudio privado el 1 de mayo, con la Orquesta Sinfónica de la BBC. Anton Webern, que había ido a Barcelona para dirigir el estreno mundial retirándose en el último minuto, afortunadamente demostró estar a la altura en esta ocasión.
La influencia de Clark no se limitó a Europa. El pianista y compositor australiano Roy Agnew escuchó algunas de las retransmisiones de Clark mientras estaba en Gran Bretaña en la década de 1920. Formó parte de la red de personas de ideas afines que difundieron las composiciones emergentes en todo el mundo de habla inglesa. Entre 1937 y 1942 Agnew retransmitió su propio programa de radio, "Modern and Contemporary Music" ('Música moderna y contemporánea'), para la Australian Broadcasting Corporation. Sin duda, estuvo fuertemente influenciado por los programas de Clark.
Clark produjo versiones para concierto de Doktor Faust (1937) y Arlecchino o las ventanas (1939) de Ferruccio Busoni, muchos años antes del estreno británico de ambas obras.

### Últimos años

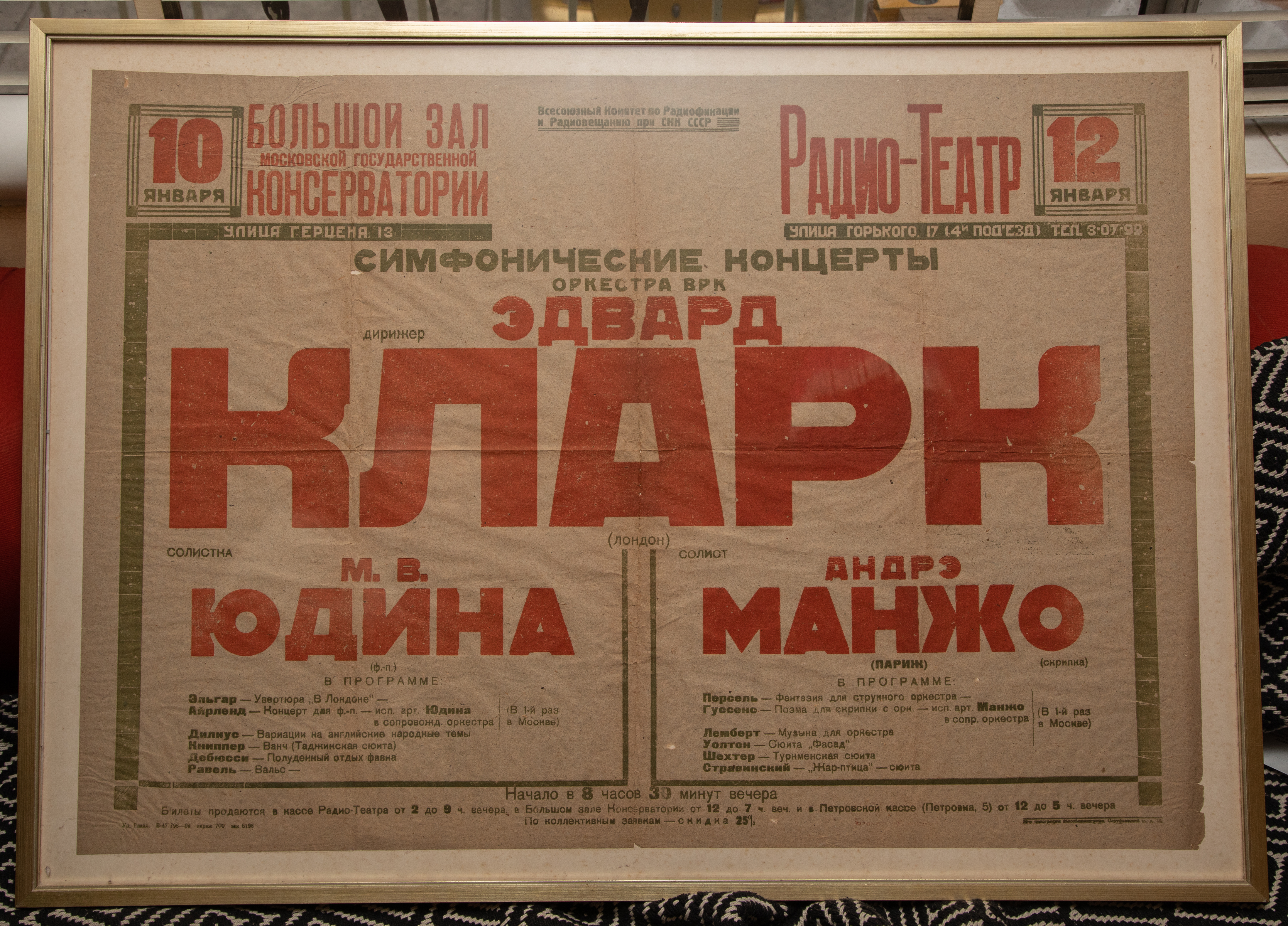
Cartel para el concierto de Edward Clark, Moscú.

Si no fue comunista, Clark siempre fue un socialista consagrado, y fue miembro de la Sociedad para las Relaciones Culturales con la URSS (ahora la Sociedad para la Cooperación en Estudios Rusos y Soviéticos, SCRSS). Fue así que en marzo de 1940 se acercó primero a Clifford Curzon, quien le dijo que no, y luego a Moura Lympany, que accedió ser el solista en el estreno en el Reino Unido del Concierto para piano en re bemol de Aram Jachaturián. La obra estaba todavía manuscrita y solo quedaba un mes para aprenderla. El concierto fue en el Queen's Hall el 13 de abril de 1940, y la orquesta fue dirigida por el amigo de Clark y comprometido comunista Alan Bush.
En 1945-1946 presentó tres conciertos en el Wigmore Hall de Londres, con música de compositores británicos y europeos. Organizó el Festival ISCM de Londres de 1946, un año antes de ser elegido como tercer presidente de la organización. Participó activamente en el ISCM desde su creación en 1922, como presidente del capítulo británico. También estuvo asociado con el London Contemporary Music Centre 1947-1952 (donde el compositor australiano Don Banks fue su secretario), y asesor musical del Institute for Contemporary Arts desde su creación en 1948. Humphrey Searle se convirtió en el Secretario General de ISCM con el apoyo de Clark.
En 1946, Clark asistió a la primera interpretación de las Canciones de Lorca de Denis ApIvor en un concierto de la Society for the Promotion of New Music (Sociedad para la Promoción de la Nueva Música). Quedó impresionado e incluyó estas canciones en un concierto de música contemporánea de Londres en el Wigmore Hall en 1947. Ese mismo año, Clark produjo su Sonata para violín, Op. 9 interpretada por Antonio Brosa y Kyla Greenbaum. Fue a través de Clark por lo que ApIvor se interesó por el serialismo.
Sus habilidades administrativas nunca mejoraron. En 1947, Peggy Glanville-Hicks, presidenta de la rama estadounidense del ISCM, se vio obligada a escribirle con dureza para protestar por la correspondencia sin respuesta en la que los estadounidenses habían pedido que el Festival ISCM programado para junio de 1948 en Ámsterdam se celebrara tan tarde como fuese posible en el mes, con el fin de darles la oportunidad de asistir, dados sus compromisos docentes universitarios. En el evento, la rama estadounidense se retiró del festival, pero Glanville-Hicks asistió a título personal.
En 1948, para el tercer programa de la BBC, Clark presentó 'Puntos de inflexión en la música del siglo XX', una serie de ocho programas de creación propia, que analizaba a los compositores Schönberg, Stravinski y Bartók. Pronunció el discurso de conmemoración antes del 'Concierto en memoria de Arnold Schoenberg' del London Opera Guild el 16 de diciembre de 1951. En 1953, Sir William Walton utilizó sus contactos para asegurarle una pensión para Clark.
En 1955, Benjamin Frankel sucedió a Clark como presidente del ISCM y ese año surgieron problemas sobre ciertos gastos que Clark había reclamado mientras era presidente. Clark alegó que Frankel lo había acusado falsamente de fraude. Frankel negó haber hecho alguna vez tal afirmación, pero , al tiempo, dijo que tal afirmación, de haberla hecho, habría sido cierta. Esto equivalía a una calumnia por lo que Clark demandó a Frankel en el Tribunal Superior. Como parte de los argumentos, se dieron a conocer varias acusaciones de subtramas comunistas. Si bien la supuesta calumnia de Frankel en sí no fue probada, el jurado exoneró a Clark de cualquier delito y sintió que esto significaba que su integridad estaba intacta. Elisabeth Lutyens siempre se refirió a Frankel como 'compositor y ex colega'.
En 1960 y 1961 utilizó su influencia para que la BBC transmitiera la ópera Yerma de Denis ApIvor después de que el Sadler's Wells Theatre se negara a montar la producción (a pesar de que había sido encargada por el Sadler's Wells Trust). Fue dirigida por Eugene Goossens.
Edward Clark murió repentinamente de una trombosis coronaria en Londres el 30 de abril de 1962, a la edad de 73 años. Stravinski lloró al enterarse de su muerte.

## Vida personal

### Dorothy Stephen
El 10 de agosto de 1921 se casó con Frances Dorothy ('Dolly') Stephen (18 de diciembre de 1893 - 1971), que estaba relacionada con la familia literaria Stephen (incluidos Leslie Stephen y su hija Virginia Woolf). El hijo de Clark y Dolly, James Royston Clark, nació en 1923. 
Posteriormente, Dolly entró a trabajar para la BBC como secretaria donde tuvo un romance con un colega de Clark, el ingeniero Peter Eckersley. Pareció tener la aquiescencia de Clark, ya que en una ocasión incluso organizó que Eckersley visitara Alemania por asuntos de la BBC y que Dolly lo acompañara. Eckersley estaba casado, pero aunque él y Dolly no ocultaron su relación, su esposa Stella no lo sabía. Muriel Reith, esposa del director general de la BBC, John Reith, se lo contó. Reith que era estrictamente puritano sobre estos asuntos (aunque su propia vida privada era cuestionable), no estuvo dispuesto a tener en la nómina a un miembro importante del personal que se sabía estaba llevando una relación adúltera o en proceso de divorciarse de su propia esposa. Se elevaron consultas a alto nivel; incluso se consultó al arzobispo de Canterbury. Sin embargo, Eckersley no fue despedido de inmediato, ya que se comprometió a poner fin al romance con Dolly Clark y regresar con su esposa. No obstante, la infidelidad siguió su curso, hasta que Eckersley dimitió en abril de 1929. El caso Eckersley provocó una investigación pública sobre las prácticas del personal de la BBC. Finalmente, ya que Dolly Clark había abandonado a Edward en el verano de 1925, llevándose a su hijo James con ella, pudieron casarse el 25 de octubre de 1930.
Dorothy siempre había sido muy pro-nazi políticamente. Era conocida como una fascista fuertemente pro-alemana y admiradora de Adolf Hitler. Era amiga de William Joyce ('Lord Haw-Haw') y Unity Mitford, y miembro de la Liga Fascista Imperial de Arnold Leese. El propio Eckersley tenía opiniones similares. Después de conocer a Oswald Mosley, se involucró en su New Party, presidiendo su Comité Central de Londres. Viajó constantemente por Europa en la búsqueda de expandir el alcance de las retransmisiones de radio internacionales, afirmando que no había motivos políticos ocultos detrás de sus actividades, sino que eran simplemente su intento de hacerse rico. Desde noviembre de 1939, el transmisor que había dispuesto instalar en Osterloog se convirtió en un vehículo para las transmisiones de William Joyce a Gran Bretaña y Europa. Joyce fue ahorcado más tarde por traición, y a Eckersley se le describió como 'en el mejor de los casos, un tonto compañero de viaje fascista y en el peor, un traidor'. En cuanto a Dolly, se unió a la Unión Británica de Fascistas de Mosley, pero superó a Mosley en su entusiasmo por el concepto nazi del fascismo. También se unió a la Liga Nacional Socialista, que había sido fundada por William Joyce después de que Mosley lo expulsara por ser demasiado antisemita.
Los Eckersley estuvieron de vacaciones en Alemania varias veces y asistieron a los mítines de Núremberg en 1937 y 1938. En julio de 1939, Dorothy llevó a su hijo de 16 años, James, a un mitin en Núremberg, y también asistió al Festival de Salzburgo. Tuvo un encuentro casual con William Joyce en agosto y le consiguió un trabajo como locutor de radio y guionista. Cuando se declaró la guerra en septiembre, no sintió la necesidad de regresar a su propio país, y decidió quedarse. James estaba matriculado en una escuela alemana y obtuvo "una impresión muy favorable de la Alemania bajo el gobierno nazi". En diciembre de 1939 comenzó a trabajar para la radio Reichs-Rundfunk-Gesellschaft (RRG), una máquina propagandística de Goebbels. Inicialmente, fue empleada como locutora en inglés y luego en tareas de oficina. James, aunque solo tenía 16 años, pasó de la escuela a locutor de noticias, cambiando su nombre a Richard, para sonar menos judío y más wagneriano. Trabajó allí de forma intermitente hasta julio de 1942 y su madre hasta enero de 1943. Por razones desconocidas, fueron arrestados por la Gestapo en diciembre de 1944 y encarcelados hasta el final de la guerra.
Fueron liberados por fuerzas británicas, pero pronto los volvieron a arrestar, siendo juzgados en Londres en octubre de 1945 por ayudar al enemigo mediante la radiodifusión. Dorothy fue declarada culpable y sentenciada a un año de prisión. James, que todavía tenía 22 años, alegó que había sido hipnotizado como joven impresionable, por las trampas y trucos de la propaganda nazi, favoreciendolo de esta forma. El tribunal lo consideró y fue condenado por penas menores a dos años. Dorothy Eckersley murió en 1971. y James Clark se convirtió en editor y traductor y murió en 2012.

### Elisabeth Lutyens
En 1938, Edward Clark conoció a la compositora Elisabeth Lutyens y rápidamente se convirtieron en amantes, dejando ella a su marido Ian Glennie. Ella y Clark tuvieron un hijo (el cuarto de ella) y se casaron en 1942. Pasaron los años de la guerra en Newcastle, donde Clark fundó la North East Regional Orchestra (Orquesta Regional del Noreste - NERO).
Lutyens también estaba bien conectada en el mundo musical. La influencia de Clark puede haber sido un factor decisivo en la adopción de técnicas de serialismo por parte de Lutyens. Su primera composición verdaderamente serialista, el Concierto de cámara n.º 1, se completó en 1939, un año después de que ella y Clark estuvieran juntos, y ella se lo dedicó.
Pero debido a que ahora Clark estaba desempleado, significaba que Lutyens era el principal sostén de la familia de seis miembros, y asumió ciertos encargos que de otro modo, podría haber rechazado. Incluyeron sus bandas sonoras de películas, que últimamente, han recibido el reconocimiento, como una de sus mejores creaciones. También estaba preparada para hacer trabajos de cualquier tipo para ayudar a llegar a fin de mes, aunque Clark solo consideraría dirigir, a pesar de que todas las ofertas se agotaron pronto. Estuvo esencialmente desempleado durante los últimos 23 años de su vida. Lutyens decía que odiaba escribir su autobiografía de 1972, A Goldfish Bowl, y que solo la escribió para resaltar los logros anteriores de Clark.
En 1945, William Walton pudo recompensar el buen trabajo de Clark con el estreno del Concierto para viola en 1929. Elisabeth Lutyens se acercó a Walton para una introducción a Muir Mathieson con miras a conseguir algo de trabajo para música de películas. Él fácilmente accedió a transmitir su nombre, pero fue un paso más allá, invitó a Lutyens a escribir cualquier obra que le gustara, se lo dedicaría y le pagaría 100 libras sin verlo. La obra que ella compuso fue The Pit. Clark dirigió The Pit en el Festival ISCM de 1946 en Londres, junto con sus Tres preludios sinfónicos.

## Honores
En 1951, la Internationale Gesellschaft für Neue Musik (IGNM) otorgó a Edward Clark la medalla Arnold Schönberg.
Clark es miembro honorario de la ISCM.